# Jan Nepomucen Piotrowski
Jan Nepomucen Piotrowski (ur. 1816 w Nieśmierowie, zm. 17 maja 1878 w Kaliszu) – polski aktor i dyrektor teatrów prowincjonalnych.

## Życiorys
Debiutował w 1839 r. w Radomiu w zespole Wincentego Raszewskiego. W kolejnych latach występował również w innych zespołach teatrów prowincjonalnych: Hipolita Popiołka (1843), Kajetana Nowińskiego (1847), Pawła Ratajewicza (1852, 1856-1857), Józefa Barańskiego (1855, 1857-1859). W latach 1844–1846 należał do zespołu teatru krakowskiego, uczestnicząc także w jego występach wyjazdowych. Wystąpił m.in. w rolach: Birbanckiego (Dożywocie), Wacława (Stara romantyczka), Piotra Zrzędy (Zrzędność i przekora), Majora (Damy i huzary), Tęgosza (Opieka wojskowa), Zalickiego (Fabrykant), Wojewody (Dymitr i Maria), Pereza (Rita Hiszpanka), Barona (Córka adwokata) i Wiernickiego (Szkoła obmowy). Kilkakrotnie podejmował się organizacji własnych zespołów teatralnych. Pierwszy z nich założył w 1842 r. i występował z nim w Kaliszu, Wieluniu i Koninie. W kolejnym roku po opuszczeniu zespołu Hipolita Popiołka prowadził samodzielnie zespół w Łęczycy. W 1850 r. prowadził zespół w Ciechocinku, a w 1851 – w Ciechocinku i Płocku.

## Życie prywatne
Jego żoną była aktorka teatralna Ludwika Kłyszyńska z Wizembergów.